# Märta Lagerfelt
Märta Lagerfelt, född Schubert 15 december 1875 i Svea artilleriregementes församling i Stockholm, död 28 maj 1946 i Bromma, var en svensk friherrinna och psalmförfattare.

## Biografi
Märta Lagerfelt var dotter till majoren Ludvig Julius Schubert och Martha Rosenberg samt från 1898 gift med sjömansmissionären, sedermera kyrkoherden i Näshulta, Carl-Gösta Lagerfelt. Hon arbetade tillsammans med sin make inom Svenska sjömanskyrkan i Europa fram till 1931. Lagerfelt översatte sång nr 621 i Svenska Missionsförbundets sångbok 1920 från norska till svenska samt publicerade ett flertal berättelser för unga.

## Psalmer
- Nr 621 Jesus, giv eld i vart hjärta, översättning av den norske prästen Gustav Aagaards psalm.